# Bálint Bakfark
Bálint Bakfark (en húngaro: [ˈbaːlint ˈbɒkfɒrk]; en las fuentes contemporáneas Valentín Bakfark o -desde 1565 en adelante- Valentín Greff alias Bakfark, su nombre se deletrea como Bacfarc, Bakfarc, Bakfarkh, Bakffark, Backuart) (1526–30 - 15 o 22 de agosto de 1576) fue un compositor húngaro de origen sajón de Transilvania, y reconocido como un virtuoso laudista del Renacimiento.

## Vida
Nació en Brassó, Transilvania, Reino de Hungría (hoy Brașov en Rumanía), en una familia de origen sajón de Transilvania. Huérfano, fue criado por la familia Greff y fue educado en Buda en la corte de John Zápolya. Bakfark permaneció allí hasta 1540, aunque posiblemente viajó a Italia una vez durante este tiempo.
En algún momento de la década de 1540 viajó a París pero, encontrando ocupado el puesto de laudista del rey, partió hacia  la Mancomunidad de Polonia-Lituania en 1549, donde fue contratado como laudista de la corte por Segismundo II Augusto. Desde entonces hasta 1566, viajó extensamente por Europa, con un renombre cada vez mayor, pero se mantuvo fiel a su empleador a pesar de los numerosos esfuerzos de otros monarcas para retenerle; las riquezas que le otorgó Segismundo pueden haber afectado a su decisión de permanecer unido a la corte del Palacio de los Grandes Duques de Lituania en Vilnius.
Lo que le sucedió en 1566 no se sabe con precisión, pero claramente hizo algo para provocar la ira del rey, y apenas tuvo tiempo de huir antes de que las tropas del ejército polaco saquearan su casa y destruyeran sus posesiones. Después de esto, vivió un tiempo en Viena y luego regresó a Transilvania, pero no por mucho tiempo; en 1571 se trasladó a Padua, Italia, donde permaneció hasta su muerte durante la plaga de 1576.
Como era práctica común en ese momento, todas las posesiones de las víctimas de la plaga fueron destruidas por el fuego, por lo que la mayor parte de su música manuscrita se perdió.

## Música e influencia
Aunque es casi seguro que Bakfark escribió una enorme cantidad de música, se imprimió muy poco: una razón dada comúnmente  fue simplemente que era demasiado difícil para que otros la interpretasen. Entre las obras que han perdurado, se incluyen diez fantasías, siete madrigales, ocho chansons y catorce motetes, todos en arreglos polifónicos para laúd solo. Además, transcribió motetes vocales de compositores contemporáneos como Josquin des Prez, Clemens non Papa, Nicolas Gombert y Orlando di Lasso en arreglos para el laúd.